# Herta Oberheuser
Herta Oberheuser   (Colònia, 15 de maig de 1911 - Linz am Rhein, 24 de gener de 1978) va ser un metgessa nazi alemanya i criminal de guerra condemnada que va cometre atrocitats mèdiques a les presoneres al camp de concentració de dones de Ravensbrück. Va ser condemnada a 20 anys de presó al Judici dels metges, però només va complir cinc anys de la seva condemna. Un supervivent de Ravensbrück va dir que Oberheuser era «una bèstia disfressada d'humà».

## Educació i pertinença al partit nazi
El 1937, Oberheuser va obtenir la llicenciatura de medicina a Bonn, especialitzada en dermatologia. Poc després es va unir al Partit Nazi com a interna, i més tard va exercir de metgessa a la Lliga de Noies Alemanyes. El 1940, Oberheuser va ser designada per servir com a assistent de Karl Gebhardt, aleshores cirurgià en cap de la Schutzstaffel (SS) i metge personal d'Heinrich Himmler.

## Crims de guerra
Oberheuser i Gebhardt van arribar a Ravensbrück el 1942 per dur a terme experiments amb les seves presoneres, amb èmfasi a trobar millors mètodes per tractar les infeccions. Els experiments van ser realitzats per un grup de metges conegut com el «grup Hohenlychen». Oberheuser era una dels membres encarregats de l'atenció postoperatòria de les víctimes, però els testimonis recorden que no havia fet res més que empitjorar les lesions. Per exemple, una testimoni, Stefania Lotocka, recorda que Oberheuser es va negar a proporcionar aigua a moltes víctimes i quan ho feia la barrejava amb vinagre. El grup va dur a terme experiments mèdics horripilants (tractant amb sulfonamida ferides intencionadament infectades, així com regeneració i trasplantament d'os, músculs i nervis) en 86 dones, 74 de les quals eren presses polítiques poloneses. Cinc d'elles van morir com a resultat directe dels experiments.

## Judici
Herta Oberheuser va ser l'única dona acusada al Judici dels metges de Nuremberg, on va ser condemnada per crims contra la humanitat i condemnada a 20 anys de presó.

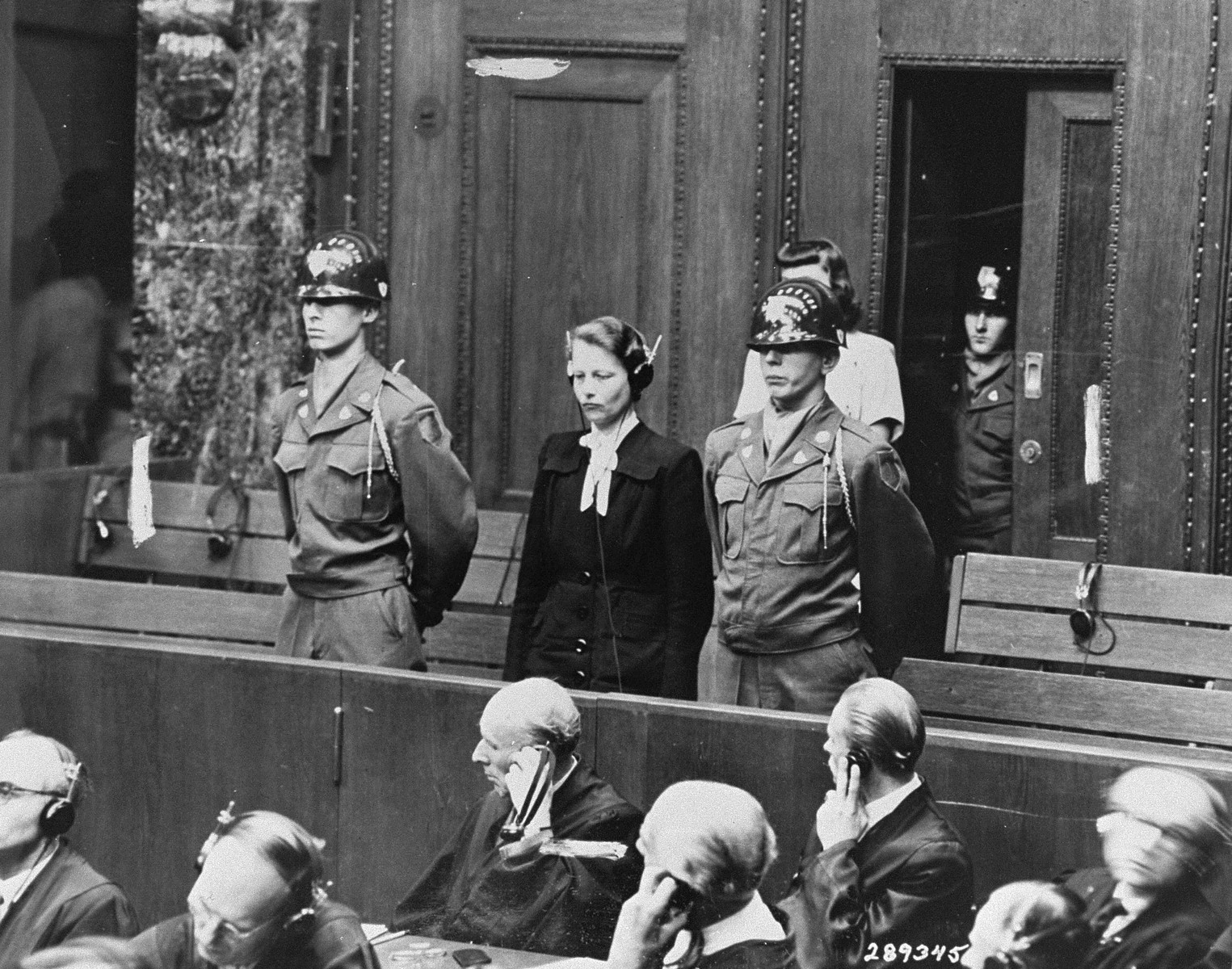
Oberheuser durant la condemna a 20 anys de presó. Judici de metges, Nuremberg, agost de 1947

La seva condemna va ser commutada per 10 anys el gener de 1951, un benefici de les protestes massives de ciutadans i polítics alemanys occidentals per les properes execucions dels 28 criminals de guerra restants que estaven en el corredor de la mort sota la llei militar dels Estats Units d'Amèrica.

## Vida posterior
Oberheuser va complir la seva condemna a la presó de Landsberg i va ser alliberada l'abril de 1952 per bona conducta i es va convertir en metgessa de família a Stocksee, prop de Kiel, a Alemanya Occidental. Va perdre la seva posició l'agost de 1958 després que un supervivent de Ravensbrück la reconegués i el ministre de l'Interior de Schleswig-Holstein, Helmut Lemke, li va revocar la llicència mèdica i va prohibir la seva pràctica. Oberheuser va recórrer al tribunal administratiu de Schleswig-Holstein, que va rebutjar el recurs el desembre de 1960. Mai va tornar a exercir la medicina i va ser multada.
Va morir en una residència d'avis alemany el 1978.